# Valga, Estonia

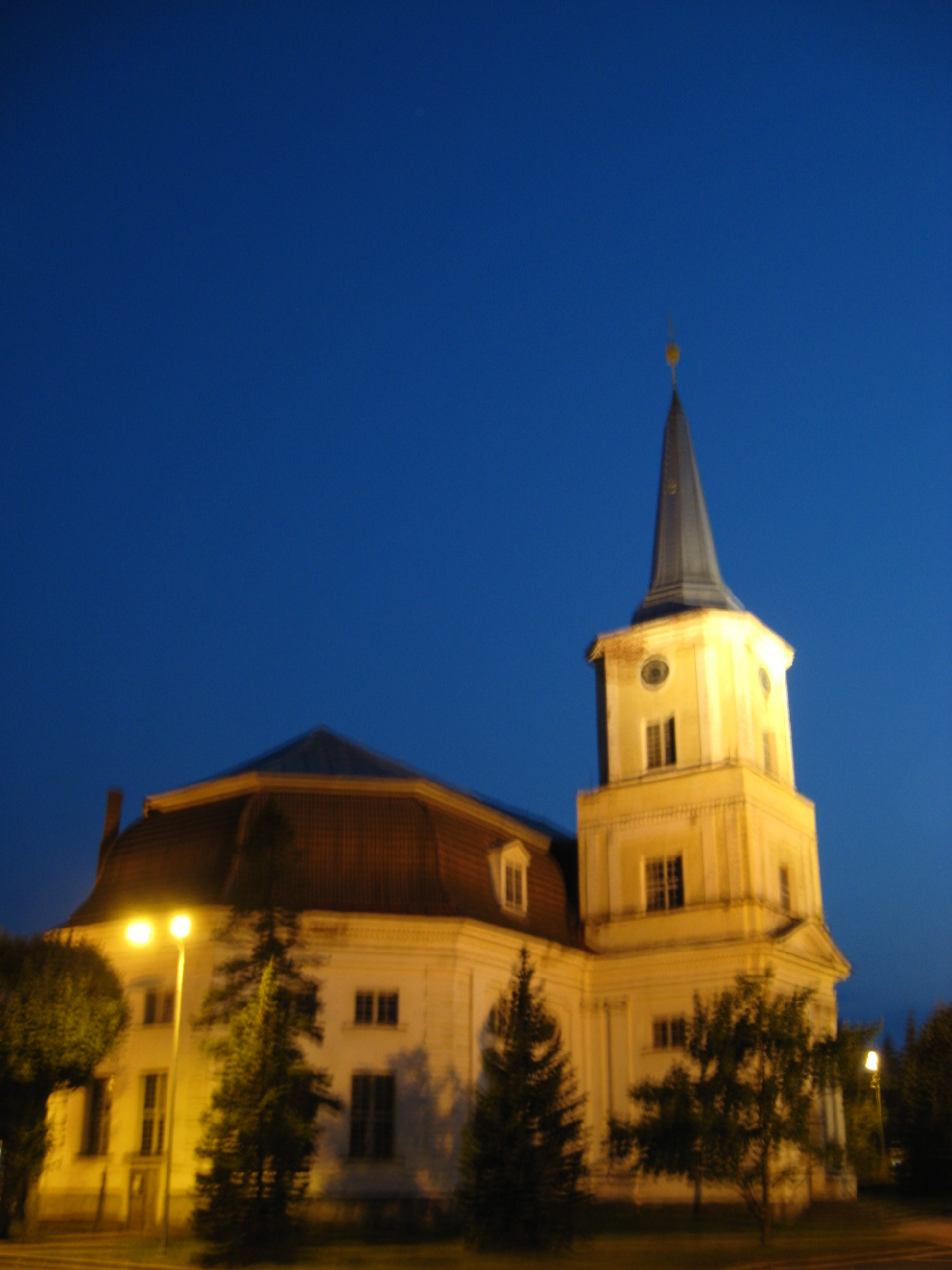
Nhà thờ Valga St.John, xây giai đoạn 1787–1816. Kiến trúc sư Christoph Haberland

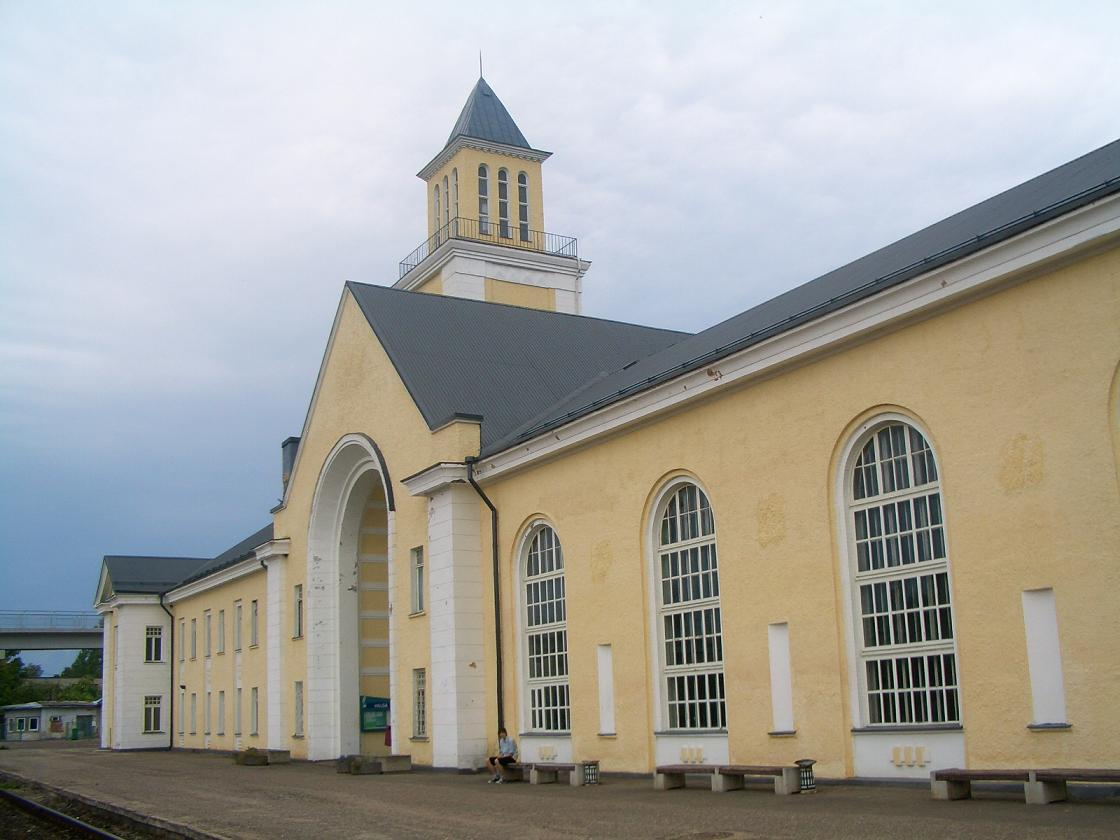
Nhà ga tàu hoả Valga

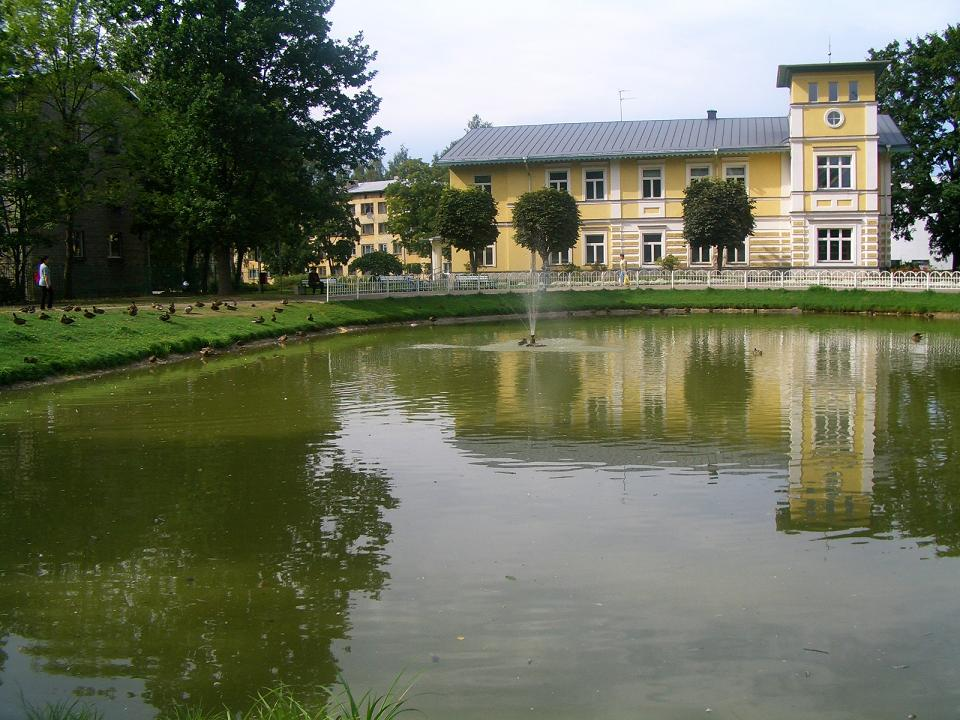
Thư viện trung tâm Valga

Valga là thành phố lớn thứ 10 tại Estonia. Thành phố có dân số 14323 người.